# Luzhai
Der Kreis Luzhai (chinesisch 鹿寨县, Pinyin Lùzhài Xiàn; Zhuang Luzcai Yen) ist ein Kreis in der bezirksfreien Stadt Liuzhou im Autonomen Gebiet Guangxi der Zhuang-Nationalität in der Volksrepublik China. Er hat eine Fläche von 2.971 km² und zählt 354.600 Einwohner (Stand: Ende 2018). Sein Hauptort ist die Großgemeinde Luzhai (鹿寨镇).

## Administrative Gliederung
Auf Gemeindeebene setzt sich Luzhai aus fünf Großgemeinden und fünf Gemeinden zusammen. 